# تيبنغ تينجي (جزيرة)
جزيرة تيبنغ تينجي هي جزيرة تقع في مضيق ملقا قبالة الساحل الشمالي لمقاطعة رياو في سومطرة بإندونيسيا.
وينبغي عدم الخلط بينها وبين مدينة تيبنغ تينجي الواقعة في سومطرة الشمالية.
تقع جزيرة بادانغ غربها مباشرة ، وتقع جزيرة رانغسانغ جنوبها.
مركزها في مدينة سيلات بانجانغ (Selat Panjang). ومن المدن والقرى الأخرى على الجزيرة:
- بينغكيكيت
- ميرباو
- مينغكودو
- سينغايتوهور
- ماياو

وهي مدن ساحلية
- ديريمي ، وهي داخلية ليست على الساحل.